# Kruipende wisselbloem
De kruipende wisselbloem (Lantana montevidensis) is na de wisselbloem (Lantana camara) de meest gekweekte soort uit het geslacht Lantana. 
De plant heeft dunne, kruipende of afhangende, behaarde, tot 1 m lange stengels. De bladeren zijn eirond, circa 2,5 cm lang en ruw getand en hebben een korte bladsteel. 
De roze-lila bloemen groeien in 3 cm brede bloemtrossen op lange bloemstelen. De vruchten zijn zwarte, bolvormige, giftige,  5-7 mm grote steenvruchten.
De kruipende wisselbloem komt van nature voor van Zuid-Amerika tot Texas.
De kruipende wisselbloem is geschikt om in België en Nederland 's zomers buiten te worden gezet. In het najaar moet de plant dan weer verhuizen naar een koel vertrek in huis of de koude kas. De plant kan vermeerderd worden door stekken of zaaien.